# Foe
Foe (ang. 'przeciwnik') – jednostka energii równa 1044 dżuli lub 1051 ergów używana do pomiaru dużych ilości energii wyzwalanych w czasie wybuchu supernowych. Nazwa jednostki jest akronimem wywodzącym się z ang. ten to the power of fifty-one ergs (10 do potęgi 51 ergów).
W 2006 Weinberg zaproponował nazwę bethe (B) (nawiązując do nazwiska Hansa Bethego) dla tej samej ilości energii. 
Jednostka została zdefiniowana przez astrofizyka Geralda Browna ze Stony Brook University w ramach jego współpracy z Hansem Bethe, gdyż według słów Browna „[potrzeba na nią] pojawiała się wystarczająco często w naszej pracy”.
Jednostka jest używana przy opisywaniu wybuchów supernowych, które zazwyczaj emitują około jednego foe widzialnej energii w krótkim czasie (zazwyczaj mierzonym w sekundach).
Słońce świecąc przez 10 miliardów lat z obecną mocą 3,846 ×1026 W zużyłoby   około 1 foe.